# China Crisis
China Crisis est un groupe anglais originaire de Liverpool, tenant d'une musique pop et new wave des années 1980. Les titres Wishful Thinking et King in a catholic style ont été notamment bien classés dans les charts. Leurs compositions douces et harmonieuses les associeront naturellement au mouvement musical des nouveaux romantiques.

## Histoire du groupe
Ce groupe pop et new wave britannique a étalé sa carrière artistique entre 1979 (année officielle de leur formation) et 1994 (année de sortie de leur dernier album), même si la formation a produit un nouvel opus depuis.  
Leur tout premier album a cependant été signé sur le label Virgin en décembre 1982. Ils ont développé dès ce stade un style musical très personnel, alliant romantisme, claviers électroniques et mélodies soignées. Rattaché aux "nouveaux romantiques", ils revendiquaient en fait des influences assez disparates, mêlant la soul de la Motown au rock progressif. Peu de groupes lui sont en fait similaires, en dehors de formations britanniques comme Haircut 100 et Aztec Camera; ou dans une moindre mesure Heaven 17 (plus rock) ou encore les Spandau Ballet (plus commercial). 
Le groupe a connu plusieurs configurations pour réaliser ses albums en studio et délivrer ses concerts sur scène : il aura compté dans ses rangs Gary Daly (son leader), Eddie Lundon, Gary Johnson, Brian McNeil; et aussi Dave Reilly, Walter Becker (cofondateur et coleader de Steely Dan) et Kevin Wilkinson. Ce dernier s'est suicidé en 1999, à l'âge de 41 ans.
Dans les années 2000, ils se sont reformés sporadiquement pour tenir des concerts exceptionnels et commémoratifs : notamment pour marquer leur 25e anniversaire, débuté en septembre 2007. En 2015 ils ont sorti un nouvel album original.

## Audience du groupe
S'il n'a jamais vraiment été une formation commerciale, le groupe China Crisis a bénéficié d'une certaine aura et d'une belle notoriété au sein de la mouvance new wave et de la brit pop du début des années 1980. 
En Angleterre, leur meilleur classement dans les charts a été obtenu avec le single "Wishful thinking", pointant en 9e place du UK Top 10. Le groupe a également bénéficié d'une certaine renommée en Australie et Nouvelle-Zélande ainsi qu'au Canada, notamment au moment de la sortie en 1985 de son album ayant remporté le plus de succès Flaunt the imperfection.
En France, ses singles les plus connus sont "Wishful thinking", "Black Man Ray" et "King in a catholic style". Ce dernier morceau a servi d'ailleurs de générique à l'émission populaire "C'est encore mieux l'après-midi", de Christophe Dechavanne, diffusée sur Antenne 2 dans les années 1980. Son style sautillant et primesautier aura fait la différence dans ce choix, pour un talk-show au ton détendu. Preuve de son succès atteint, l'émission H.I.P.H.O.P de Sidney sur TF1, diffusera le clip de "Black Man Ray". Enfin, la chanson et le clip de "Arizona Sky" a encore porté l'audience du groupe, notamment diffusé de façon répétée sur la chaîne de clips naissante, TV6, qui allait devenir M6.

## Principaux membres du groupe
- Gary Daly (né le 10 mai 1962) : chant, claviers
- Eddy Lundon (né le 9 juin 1962) : chant, guitare
- Gary 'Gazza' Johnson (né en 1957) : basse
- Kevin Wilkinson (né le 11 juin 1958/mort le 17 juillet 1999) : batterie et percussion
- Brian McNeil : claviers

## Reformation dans les années 2000
Cédant à une mode plus globale de retour (revival) vers les années 1980 et ses sons, le groupe China Crisis s'est lui aussi reformé en donnant quelques concerts, célébrant notamment leur 25e anniversaire en 2007. Ils assureront aussi la première partie de la tournée anglaise d'Orchestral Manoeuvres in the Dark en octobre 2008.
Ils se produisent encore récemment sur scène : par exemple durant l'été 2010 en Espagne et au Royaume-Uni, selon l'agenda publié sur leur site web.
Entre 2013 et 2015, le groupe sort un nouvel album original, Autumn in the neighbourhood, leur septième album studio, fort de 12 titres originaux au début puis finalement 11 dans sa version finalisée.
En 2019, il se produisent pour une tournée au Royaume-Uni. Une nouvelle tournée britannique en 2025 est programmée.

## Discographie

### Albums
- 1982, Difficult shapes & passive rythms

Avec le sous-titre "Some people think it's fun to entertain"
- 1983, Working with Fire and Steel - Possible Pop Songs Volume Two

- 1985, Flaunt the imperfection

Tous les titres sont composés par Gary Daly, Eddy Lundon et Gary 'Gazza' Johnson.
Producteur : Walter Becker
La chanson King in a catholic style extraite de cet album fut utilisée pour le générique de fin de l'émission télévisée C'est encore mieux l'après-midi (1985-1987) de Christophe Dechavanne.
- 1986 What Price Paradise

- 1989 Diary of a Hollow Horse

- 1994 Warped By Success

Charts albums
| Année | Titre                                | Charts UK | Temps passé dans les charts | Dates d'entrée & sortie charts |
| ----- | ------------------------------------ | --------- | --------------------------- | ------------------------------ |
| 1982  | Difficult shapes and passive rhythms | 21        | 17 semaines                 | 20/11/1982 - 30/04/1983        |
| 1983  | Working with fire and steel          | 20        | 16 semaines                 | 12/11/1983 - 07/04/1984        |
| 1985  | Flaunt the imperfection              | 9         | 22 semaines                 | 11/05/1985 - 12/10/1985        |
| 1986  | What price paradise                  | 63        | 6 semaines                  | 06/12/1986 - 21/02/1987        |
| 1989  | Diary of a hollow horse              | 58        | 2 semaines                  | 13/05/1989 - 20/05/1989        |
| 1994  | Warped by success                    | ...       | ...                         | ...                            |

Charts singles
| Année | Titre                       | Charts UK | Temps passé dans les charts | Dates d'entrée & sortie charts | Album                                |
| ----- | --------------------------- | --------- | --------------------------- | ------------------------------ | ------------------------------------ |
| 1981  | African and white           | 45        | 5 semaines                  | 07/08/1982 - 04/09/1982        | Difficult shapes and passive rhythms |
| 1982  | Scream down at me           | ...       | ...                         | ...                            | ...                                  |
| 1982  | No more blue horizons       | ...       | ...                         | ...                            | Difficult shapes and passive rhythms |
| 1982  | Christian                   | 12        | 11 semaines                 | 15/01/1983 - 02/04/1983        | Difficult shapes and passive rhythms |
| 1983  | Tragedy and mystery         | 46        | 6 semaines                  | 21/05/1983 - 25/06/1983        | Working with fire and steel          |
| 1983  | Working with fire and steel | 48        | 5 semaines                  | 15/10/1983 - 12/11/1983        | Working with fire and steel          |
| 1983  | Wishful thinking            | 9         | 8 semaines                  | 14/01/1984 - 03/03/1984        | Working with fire and steel          |
| 1984  | Hanna Hanna                 | 44        | 3 semaines                  | 10/03/1984 - 24/03/1984        | Working with fire and steel          |
| 1985  | Black man ray               | 14        | 13 semaines                 | 16/03/1985 - 15/06/1985        | Flaunt the imperfection              |
| 1985  | King in a catholic style    | 19        | 10 semaines                 | 01/06/1985 - 10/08/1985        | Flaunt the imperfection              |
| 1985  | You did cut me              | 54        | 3 semaines                  | 07/09/1985 - 21/09/1985        | Flaunt the imperfection              |
| 1985  | The highest high            | 82        | 2 semaines                  | 23/11/1985 - 30/11/1985        | Flaunt the imperfection              |
| 1986  | Arizona sky                 | 47        | 6 semaines                  | 25/10/1986 - 29/11/1986        | What price paradise                  |
| 1987  | Best kept secret            | 36        | 5 semaines                  | 24/01/1987 - 21/02/1987        | What price paradise                  |
| 1989  | Saint Saviour's square      | 81        | 2 semaines                  | 15/04/1989 - 22/04/1989        | Diary of a hollow horse              |
| 1989  | Red letter day              | 84        | 3 semaines                  | 10/06/1989 - 24/06/1989        | Diary of a hollow horse              |
| 1994  | Everyday the same           | ...       | ...                         | ...                            | Warped by success                    |

## Clipographie
Dès le début de sa carrière, le groupe a soigné particulièrement la réalisation de ses vidéo-clips. Ils s'inscrivaient tous dans l'imagerie stylisée et raffinée du courant dit des "nouveaux romantiques", au diapason de leur pop délicate et mélodique. On peut citer parmi leurs réalisations les plus notables, et par ordre d'importance :
- Wishfull Thinking : évocation champêtre et nostalgique, filmée dans des paysages naturels magnifiques.
- Black Man Ray : scènes d'intérieur dans un loft, voilages aériens et maquillages.
- Arizona Sky : réalisation colorée et très graphique, assez inspirée de l'univers BD.

D'autres clips de China Crisis sont intéressants mais ont eu beaucoup moins de visibilité sur les chaînes de télévision et dans les émissions musicales spécialisées, notamment en France : "Best kept secret", ou encore "King in a Catholic Style", etc. 
Au-delà des années 1980, aucun vidéo-clip du groupe n'a émergé de leurs récentes productions discographiques ou prestations scéniques. Mais un DVD a été publié, tiré d'un de leurs concerts souvenir, en acoustique. 